# Milan Ristić
Milan Ristić (serbisch-kyrillisch Милан Ристић; * 18. August 1908 in Belgrad; † 20. Dezember 1982 ebenda) war ein serbischer Komponist und Pianist.

## Leben
Nachdem er 1922–1927 eine Klavierausbildung bei Ivan Brezovšek an der Serbischen Musikschule in Belgrad erhalten hatte, ging Ristić nach Paris, um sich dort für eine Aufnahme am renommierten Conservatoire vorzubereiten. Bereits 1930 kehrte er nach Belgrad zurück, wo er ein Kompositionsstudium bei Miloje  Milojević und Josip Štolcer-Slavenski betrieb, das er 1937–1939 bei Alois Hába am Prager Konservatorium fortsetzte. Aufgrund dessen zählte man Ristić mit Komponisten wie Mihovil Logar, Dragutin Čolić, Vojislav Vučković, Stanojlo Rajičić und der Komponistin Ljubica Marić zur sogenannten „Prager Gruppe“, die wichtige Elemente ihrer Ausbildung in der tschechischen Hauptstadt erfahren hatte und ab den 1930er-Jahren bis teilweise weit nach dem Zweiten Weltkrieg eine wichtige Rolle im serbischen und jugoslawischen Musikleben spielte. Während des Krieges war Ristić als Pianist am Belgrader Ballettstudio tätig. 1945–1975 arbeitete er drei Jahrzehnte lang als Musikproduzent und Musikberater bei Radio-Beograd. 
1960–1962 und 1972–1974 war Milan Ristić Präsident des serbischen Komponistenverbands (Udruženjе kompozitora Srbije). 1961 wurde er als korrespondierendes Mitglied in die Serbische Akademie der Wissenschaften und Künste (SANU) aufgenommen. Er wurde mit dem „Oktoberpreis“ der Stadt Belgrad (1961), mehreren Preisen des „Festivals jugoslawischer Musik im Radio“ (Festival jugoslovenske muzike na radiju) und für sein Lebenswerk mit dem „Preis des 7. Juli“ (1974) ausgezeichnet.

## Werke (Auswahl)

### Ballett
- Pepeljuga (Aschenputtel; 1943)
- Tiranin (Tyrann; unvollendet; 1945)

### Orchester
- 9 Sinfonien (1941, 1951, 1961, 1966, 1967, 1968, 1972, 1974, 1976)[1][2]
- Sinfonietta (1939)
- Čovek i rat (Mensch und Krieg). Sinfonisches Poem (1942)
- Drei polyphone Studien (1943)
- Suita giocosa (1956)[3]
- Sinfonische Variationen (1957)
- Burlesque (1957)
- Konzert für Kammerorchester (1958)
- Sieben Bagatellen (1959)
- Musik für Kammerorchester (1962)
- Konzert für Orchester (1963)
- Vier Stücke für Streichorchester (1971)

### Soloinstrument(e) und Orchester
- Konzert für Violine und Orchester (1944)
- 1. Konzert für Klavier und Orchester (1954)
- Konzert für Klarinette und Orchester (1964)
- 2. Konzert für Klavier und Orchester (1973)
- Konzert für Trompete und Orchester (1978)

### Duo und Kammermusik
- 5 Streichquartette (1935, 1942, 3.–5.: 1977)
- Duett für Violine und Viola (1931)
- Bläserquintett (1936)
- Suite für Violine und Viola (1937)
- Sonate für Viola und Klavier (1945)
- Musik für Hornquartett (1970)

### Klavier solo
- 1. Sonate (1943)
- 2. Sonate (1944)
- 5 Etüden (1944)
- 34 Miniaturen (1945)
- Meditation und Allegro (1962)

### Vokalmusik
- Ptičica božja für Bass und Klavier (1945)
- Pesma o sokaku für Rezitator und Streichquintett (1945)
- Macbeth-Monolog für Bass und Orchester (1945)
- Bura für Bass und Orchester (1946)

### Filmmusik
- Priča o fabrici. Regie: Vladimir Pogačić (1949)